# Kiruna IF
Kiruna IF, 1988-2007 Team Kiruna IF, är en ishockeyklubb från Kiruna i Sverige. Klubben bildades 1988 då Kiruna AIF:s ishockeysektion bildade en ny förening för seniorer och juniorer tillsammans med ishockeyklubben Kiruna HC (IFK Kirunas tidigare ishockeysektion, utbruten till egen klubb 1986).
Sedan dess samlades A-lags och junior ishockeyn i Team Kiruna IF fram till år 2007 och blev därefter som Kiruna IF en enhetlig förening med även Kiruna AIF:s och Kiruna HC:s ungdomshockey under ungdomsföreningen Kiruna IF-Ungdom. Laget hade stora framgångar i mitten av 1990-talet och var inte långt ifrån att ta steget upp till Elitserien. Klubben spelar i den tredje högsta serien, Hockeyettan (tidigare under namnet Division 1), och har gjort det sedan säsongen 2003/2004.
I juni 2014 meddelade Kiruna IF att man skulle spela säsongen 2014/2015 i regnbågsfärgade matchtröjor för att stödja HBTQ-rörelsen. Klubben blev den första HBTQ-certifierade idrottsföreningen i Sverige.

## Säsonger
| Säsong         | Division           | Placering      | Vårserie                  | Kval/Playoff                                                    |
| Team Kiruna IF | Team Kiruna IF     | Team Kiruna IF | Team Kiruna IF            | Team Kiruna IF                                                  |
| -------------- | ------------------ | -------------- | ------------------------- | --------------------------------------------------------------- |
| 1988/1989      | Division I Norra   | 2              | 9:a i Allsvenskan         |                                                                 |
| 1989/1990      | Division I Norra   | 7              | 5:a i fortsättningsserien |                                                                 |
| 1990/1991      | Division I Norra   | 5              | 3:a i fortsättningsserien |                                                                 |
| 1991/1992      | Division I Norra   | 6              | 3:a i fortsättningsserien |                                                                 |
| 1992/1993      | Division I Norra   | 5              | 3:a i fortsättningsserien |                                                                 |
| 1993/1994      | Division I Norra   | 2              | 10 i Allsvenskan          |                                                                 |
| 1994/1995      | Division I Norra   | 2              | 4:a i Allsvenskan         | Utslagna av Vita Hästen i playoff                               |
| 1995/1996      | Division I Norra   | 1              | 4:a i Allsvenskan         | Utslagna av Troja i playoff                                     |
| 1996/1997      | Division I Norra   | 4              | 2:a i fortsättningsserien | Playoff: Besegrar Uppsala, förlorar mot Skellefteå              |
| 1997/1998      | Division I Norra   | 9              | 7:a i fortsättningsserien | 2:a i kvalserien till Division I                                |
| 1998/1999      | Division I Norra   | 6              | 5:a i fortsättningsserien | 2:a i kvalserien till nya Allsvenskan                           |
| 1999/2000      | Division I Norra A | 1              |                           | Vinner Norra kvalserien till Allsvenskan, uppflyttade.          |
| 2000/2001      | Allsvenskan Norra  | 10             | 5:a i vårserien           |                                                                 |
| 2001/2002      | Allsvenskan Norra  | 12             | 6:a i vårserien           |                                                                 |
| 2002/2003      | Allsvenskan Norra  | 12             | 8:a i vårserien           | Avstår Kvalserien till Hockeyallsvenskan, nerflyttade           |
| 2003/2004      | Division 1 Norra A | 1              | 6:a i Allettan Norra      |                                                                 |
| 2004/2005      | Division 1 Norra   | 2              |                           |                                                                 |
| 2005/2006      | Division 1A        | 3              | 4:a i Allettan A/B        |                                                                 |
| 2006/2007      | Division 1A        | 2              | 4:a i Allettan Norra      |                                                                 |
| Kiruna IF      |                    |                |                           |                                                                 |
| 2007/2008      | Division 1A        | 2              | 4:a i Allettan Norra      |                                                                 |
| 2008/2009      | Division 1A        | 2              | 4:a i Allettan Norra      |                                                                 |
| 2009/2010      | Division 1A        | 3              | 1:a i Allettan Norra      | Utslagna av Nybro Vikings i playoff 3                           |
| 2010/2011      | Division 1A        | 3              | 3:a i Allettan Norra      | Playoff: Besegrar Örnsköldsvik och Ore, utslagna av Huddinge.   |
| 2011/2012      | Division 1A        | 3              | 1:a i Allettan Norra      | Utslagna av Asplöven i playoff 3.                               |
| 2012/2013      | Division 1A        | 2              | 4:a i Allettan Norra      | Playoff: Besegrar Vännäs och Enköping, utslagna av Vita Hästen. |
| 2013/2014      | Division 1 Norra   | 3              |                           | Playoff: Besegrar Kalix, utslagna av Tingsryd.                  |
| 2014/2015      | Hockeyettan Norra  | 6              | 3:a i vårserien           |                                                                 |
| 2015/2016      | Hockeyettan Norra  | 3              | 5:a Allettan Norra        | Playoff: Besegrar Örnsköldsvik, utslagna av Troja.              |
| 2016/2017      | Hockeyettan Norra  | 7              | 2:a i vårserien           |                                                                 |
| 2017/2018      | Hockeyettan Norra  | 8              | 2:a i vårserien           |                                                                 |
| 2018/2019      | Hockeyettan Norra  | 9              | 5:a i Vårettan Norra      |                                                                 |
| 2019/2020      | Hockeyettan Norra  | 5              | 9:a i Allettan Norra      |                                                                 |
| 2020/2021      | Hockeyettan Norra  | 6              | 2:a i Vårettan            |                                                                 |
| 2022/2023      | Hockeyettan Norra  | 5              | 10:a i Allettan           |                                                                 |

## Pensionerade nummer i klubben
#24 Hans Wallson (f.1966)
#21 Joel Törmä (f. 1981)